# Rhaptopetalum sindarense
Espèce
Statut de conservation UICN

 VU D2 : Vulnérable
Rhaptopetalum sindarense est une espèce de plantes à fleurs de la famille des Lecythidaceae.